# Метеор (футбольний клуб, Дніпропетровськ)
Метеор  — український футбольний клуб, який представляє місто Дніпро.

## Історія
Футбольний клуб «Метеор» засновано в XX столітті в місті Дніпропетровськ. Виступав у розігршах чемпіонату та кубку Дніпропетровської області. У 1963 році стартував в аматорському кубку УРСР, де в фіналі поступився миколаївському «Торпедо». потім продовжував виступати в обласному чемпіонаті та кубку, допоки команду не розформували.

## Досягнення
- Кубок УРСР серед аматорів
  -  Фіналіст (1): 1963

- Кубок СРСР серед КФК
  -  Бронзовий призер (1): 1963

- Чемпіонат Дніпропетровської області
  -  Чемпіон (1): 1966

- Кубок Дніпропетровської області
  -  Володар (1): 1963

## Відомі тренери
- Леонід Гузик (1963)
- Михайло Дідевич (1967—1987)